# Comuna Râmnicelu, Buzău
Râmnicelu este o comună în județul Buzău, Muntenia, România, formată din satele Colibași, Fotin, Râmnicelu (reședința) și Știubei.

## Așezare
Comuna se află pe cele două maluri ale râului Râmnicul Sărat, imediat în aval de municipiul Râmnicu Sărat. Ea este străbătută prin partea sa sudică, de șoseaua națională DN22, care leagă Râmnicu Sărat de Brăila, iar prin cea nordică de șoseaua județeană DJ202, care leagă Râmnicu Sărat de comuna Măicănești (Vrancea; DN23). Din DN22, la Râmnicelu se ramifică DN203P, o scurtă șosea județeană care o leagă de comuna vecină Valea Râmnicului.

## Demografie
Componența etnică a comunei Râmnicelu
     Români (45,3%)
     Romi (40,48%)
     Alte etnii (14,22%)
Componența confesională a comunei Râmnicelu
     Ortodocși (46,4%)
     Penticostali (38,93%)
     Alte religii (0,38%)
     Necunoscută (14,28%)
Conform recensământului efectuat în 2021, populația comunei Râmnicelu se ridică la 4.726 de locuitori, în scădere față de recensământul anterior din 2011, când fuseseră înregistrați 4.789 de locuitori. Cei mai mulți locuitori sunt români (45,3%), cu o minoritate de romi (40,48%). Din punct de vedere confesional, cei mai mulți locuitori sunt ortodocși (46,4%), cu o minoritate de penticostali (38,93%), iar pentru 14,28% nu se cunoaște apartenența confesională.

## Politică și administrație
Comuna Râmnicelu este administrată de un primar și un consiliu local compus din 15 consilieri. Primarul, Fănel Burlacu[*], de la Partidul Social Democrat, este în funcție din 1 noiembrie 2024. Începând cu alegerile locale din 2024, consiliul local are următoarea componență pe partide politice:
|  | Partid                          | Consilieri | Componența Consiliului | Componența Consiliului | Componența Consiliului | Componența Consiliului | Componența Consiliului | Componența Consiliului | Componența Consiliului |
|  | ------------------------------- | ---------- | ---------------------- | ---------------------- | ---------------------- | ---------------------- | ---------------------- | ---------------------- | ---------------------- |
|  | Partidul Social Democrat        | 7          |                        |                        |                        |                        |                        |                        |                        |
|  | Partidul PRO România            | 5          |                        |                        |                        |                        |                        |                        |                        |
|  | Partidul Național Liberal       | 2          |                        |                        |                        |                        |                        |                        |                        |
|  | Alianța pentru Unirea Românilor | 1          |                        |                        |                        |                        |                        |                        |                        |

## Istoric
La sfârșitul secolului al XIX-lea, comuna purta numele de Obidiți, făcea parte din plasa Râmnicul de Sus a județului Râmnicu Sărat și era formată din satele Obidiți (astăzi, Râmnicelu) și Mărăcinii Grecului, având în total o populație de 771 de locuitori. În comuna Obidiți, funcționau o școală de băieți cu 27 de elevi înființată de stat în 1876, și o biserică datând din 1857. Restul satelor comunei actuale erau grupate în comuna Ștubeiu, aflată în plasa Grădiștea a aceluiași județ și având o populație totală de 717 locuitori. Comuna Ștubeiu avea o moară cu aburi, o mașină de semănat, două de secerat și patru de treierat; 2 școli și 3 biserici — una la Fotin zidită de Ioan G. Ciurea în 1890, una în Ștubeiu zidită în 1838 de Alecu C. Nicolescu și a treia la Colibași zidită de locuitori în 1888.
În 1925, ambele comune se regăseau în plasa Boldu a județului Râmnicu Sărat. Cătunele Mărăcinii Grecului și Obidiți fuseseră unite, iar comuna Obidiți avea un singur sat și o populație de 1109 locuitori. Comuna Știubeiu avea 736 de locuitori. În 1931, în comuna Obidiți a apărut și satul Ceaușu.
În 1950, județul Râmnicu Sărat a fost desființat, iar comunele au fost transferate raionului Râmnicu Sărat din regiunea Buzău și apoi (după 1952) din regiunea Ploiești. În 1964, satul și comuna Obidiți au luat numele de Râmnicelu și în 1968, comuna Știubeiu a fost desființată și inclusă în comuna Râmnicelu, transferată la județul Buzău. Tot atunci, satul Ceaușu a dispărut ca entitate de sine stătătoare, fiind inclus în satul Râmnicelu.

## Monumente istorice
Patru obiective de pe teritoriul comunei Râmnicelu sunt incluse pe lista monumentelor istorice din județul Buzău ca monumente de interes local. Două dintre ele sunt clasificate ca situri arheologice și celelalte două — ca monumente de arhitectură.
Ambele situri arheologice se află în zona satului Știubei. Primul, de la „Movila Săpată”, cuprinde o așezare neolitică (mileniile al VI-lea–al V-lea î.e.n.), o așezare din Epoca Bronzului (mileniile al III-lea–al II-lea î.e.n.) și o necropolă medievală timpurie din secolele al X-lea–al XI-lea. Celălalt, aflat la movila Panait D. Matei, aflat la 1,6 km sud-sud-est de sat, cuprinde și el o așezare neolitică și una din Epoca Bronzului din aceleași perioade ca primul, precum și o așezare din epoca migrațiilor aparținând culturii Cerneahov (secolul al IV-lea e.n.) și o necropolă medievală timpurie din secolul al XI-lea.
Cele două monumente de arhitectură sunt casa Mănăilă (1920) și casa Dan Stan (1915), ambele în satul Râmnicelu.